# Tore Eriksson
Tore Eriksson   (Transtrand, 7 d'agost de 1937 - 17 de febrer de 2017) fou un biatleta suec que va competir durant la dècada de 1960.
El 1968 va prendre part en els Jocs Olímpics d'Hivern de Grenoble, on guanyà la medalla de bronze en el relleu 4x7,5 quilòmetres del programa de biatló. Va formar equip amb Lars-Göran Arwidson, Olle Petrusson i Holmfrid Olsson. En el seu palmarès també destaquen dues medalles de bronze al Campionat del món de biatló.